# Wold Newton-skatten
Wold Newton Hoard er et depotfund fra begyndelsen af 300-tallet e.Kr. Den består af 1.857 romerske mønter i en keramikpotte.
Den blev fundet af en amatørarkæolog med metaldetektor den 21. september 2014.
Den blev købt af Yorkshire Museum i 2016, hvor den blev udstillet fra 1. juni 2017.